# Iglesia de San Esteban (Tabérnolas)
La iglesia de San Esteban es el templo parroquial de la localidad catalana de Tabérnolas, en la comarca de Osona. Es uno de los edificios románicos mejor conservados de toda la comarca.

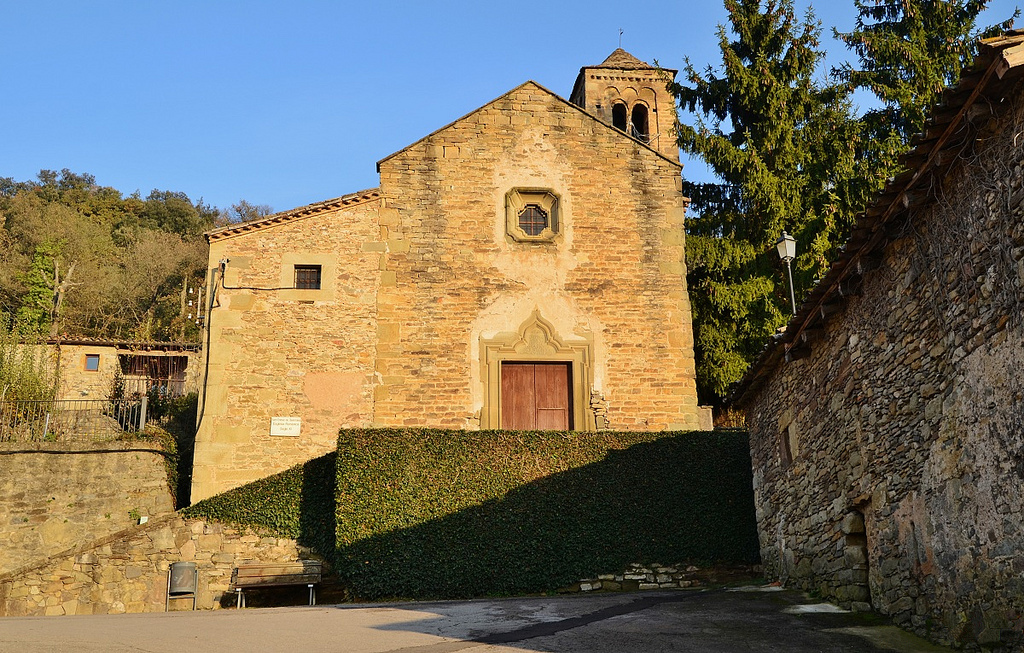
Fachada principal de la iglesia.

El templo se edificó en el 1070 por el mismo maestro de obras que realizó la mayoría de las iglesias del vizcondado de Osona-Cardona. Se cree que el templo fue consagrado en 1083. La iglesia tuvo jurisdicción sobre el monasterio de San Pedro de Caserras.
El edificio ha sido reformado en diversas ocasiones. La primera en 1628 cuando se abrieron dos capillas laterales; durante la segunda reforma, de 1728, se cambió la ubicación de la entrada y se reformó el coro. Además, se levantó el tejado, reforma que se realizó en diversas iglesias de la comarca.
Se trata de un edificio de nave única cubierta con bóveda de cañón, con dos arcos torales. El ábside es semicircular y está rematado por tres ventanas de doble apertura. En la zona norte se conserva aún una capilla lateral pero el resto de las capillas junto con la sacristía se eliminaron en la restauración del siglo XVIII.
El exterior está decorado con un friso de ventanas ciegas que, en la zona del ábside, se encuentran bajo unas arcuaciones lombardas. El campanario, de planta cuadrada, es de dos pisos enmarcados por arcuaciones en las que se abren las ventanas que están partidas por una columnilla. Los pisos están separados mediante frisos de dientes de sierra.